# 尼可拉斯·賀根堡
「尼可」·霍肯伯格（Nicolas "Nico" Hülkenberg，1987年8月19日—），德国赛车手，現時效力于索伯车队。霍肯伯格先后效力於威廉姆斯车队、印度力量车队、索伯车队和雷诺车队。
霍肯伯格曾代表A1德国车队夺得2006－07赛季A1GP汽車大獎賽车手总冠军，同时也在2009年GP2系列赛上取得车手总冠军，是2005年后仅有的六位在参加次级方程式赛事（包括GP2系列赛和F2锦标赛）的处子赛季即取得总冠军的车手（其余五位分别是路易斯·漢米爾頓、尼科·罗斯伯格、夏尔·勒克莱尔、乔治·拉塞尔和奥斯卡·皮亚斯特里）。
2015年勒芒24小时耐力赛上，霍肯伯格首次代表保时捷参赛即夺得全场冠军，成为1991年后第一个以现役F1车手身份夺得勒芒24小时冠军的车手。
截至2025年6月，霍肯伯格保持着在一级方程式职业生涯中出賽次数最多，卻从未站上過頒獎台的另类纪录（241次出赛，238次起步无领奖台），该纪录在2017年新加坡大獎賽後即由侯根堡保持，当时他以129次出賽超越了原紀錄保持者，德國車手艾德里安·蘇蒂爾的128次出賽无领奖台完赛成绩的纪录。
2025年英國大獎賽，霍肯伯格憑藉在惡劣的天候穩健駕駛及正確的換胎時機，歷經15年239場正賽起跑後，首次成功登上頒獎台，成為登上頒獎臺之前參賽次數最多的車手。

## 早期经历
霍肯伯格出生于西德北莱茵-威斯特法伦州的莱茵河畔埃默里希，父亲迪特·霍肯伯格拥有一间航运公司，而尼可曾在他父亲的公司接受过货运代理培训。他能说一口流利的荷兰语、德语、法语和英语。

## 职业生涯

### 早期生涯
霍肯伯格在1997年开始卡丁车生涯，并在2002年取得了德国青少年卡丁车冠军；次年，他在德国卡丁车锦标赛上夺冠。
他早期由迈克尔·舒马赫的长期经理威利·韦伯管理。韦伯曾预言霍肯伯格在2008年时将准备好参加F1赛事，他还称赞霍肯伯格是一个“难以置信的天才”，能够从他身上想到年轻时期的舒马赫。而韦伯在之后的采访中也透露，霍肯伯格在之后赛车生涯中的绰号“绿巨人(The Hulk)”来源于他，因为霍肯伯格一旦坐在驾驶舱中，性格马上会发生变化，这一点酷似漫威漫画中的绿巨人浩克。

### 宝马方程式（2005）
霍肯伯格在2005年完成了他的宝马方程式首秀，并在当年以统治般的表现夺得德国宝马方程式冠军。随后，他在宝马方程式世界总决赛中获得第一名，但他因在安全车期间向对手进行刹车测试而遭遇处罚，最终排名第3位。

### A1GP汽車大獎賽（2006-2007）

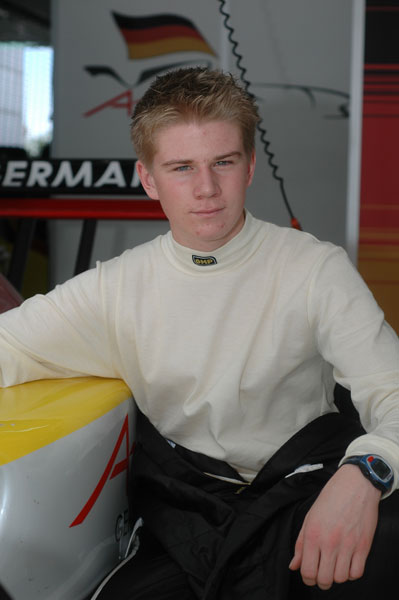
2006年为A1德国车队参赛的霍肯伯格

2006-07赛季，霍肯伯格代表A1德国车队参加2006－07赛季A1GP汽車大獎賽，并在整个赛季取得9场胜利，成为A1赛事历史上最成功的车手，在自己夺得车手总冠军的同时，也以一己之力帮助德国车队以128分总积分和35分的巨大优势击败新西兰车队，夺得当赛季A1的国家冠军。

### 三级方程式（2006-2008）

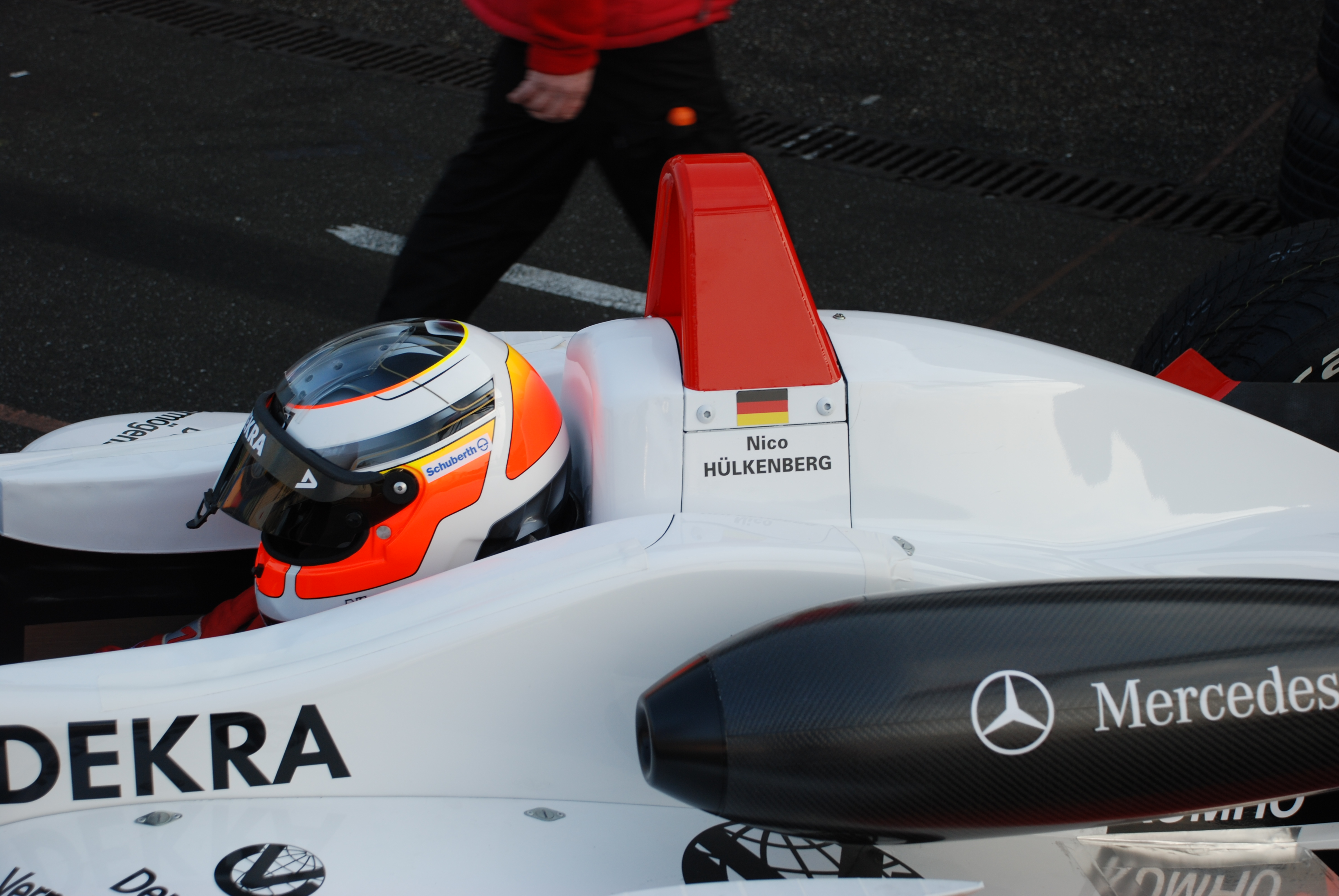
参加2008年F3欧锦赛的霍肯伯格，当赛季他获得7场胜利并最终夺冠

2006年，霍肯伯格在德国三级方程式锦标赛 (ATS Formel 3 Cup)获得第5名。
次年，他转投F3欧锦赛的ASM车队，该车队曾在前两个赛季帮助刘易斯·汉密尔顿和保罗·迪·雷斯塔在赛事夺冠。他在德国诺里斯环站上，从第18名起步最终夺冠，取得F3欧锦赛生涯首胜；随后他在荷兰赞德沃特站的雨战，以及德国纽博格林站上两次获胜。但他在法国马尼库尔站排位赛上由于两次冲线被罚，又在正赛中与菲利普·萨拉夸达发生事故。同年在佐尔德赛道举办的三级方程式大师赛上，霍肯伯格超越了在起步时熄火的F3欧锦赛榜首选手兼队友罗曼·格罗斯让，从而取得比赛冠军。最终，他在赛季结束时取得季军的成绩。
2008年，霍肯伯格继续参加F3欧锦赛，并最终以85分夺得总冠军。当赛季他获得7场胜利，同时在比赛周末周六的正赛上取得了76个积分。

### GP2系列赛（2009）

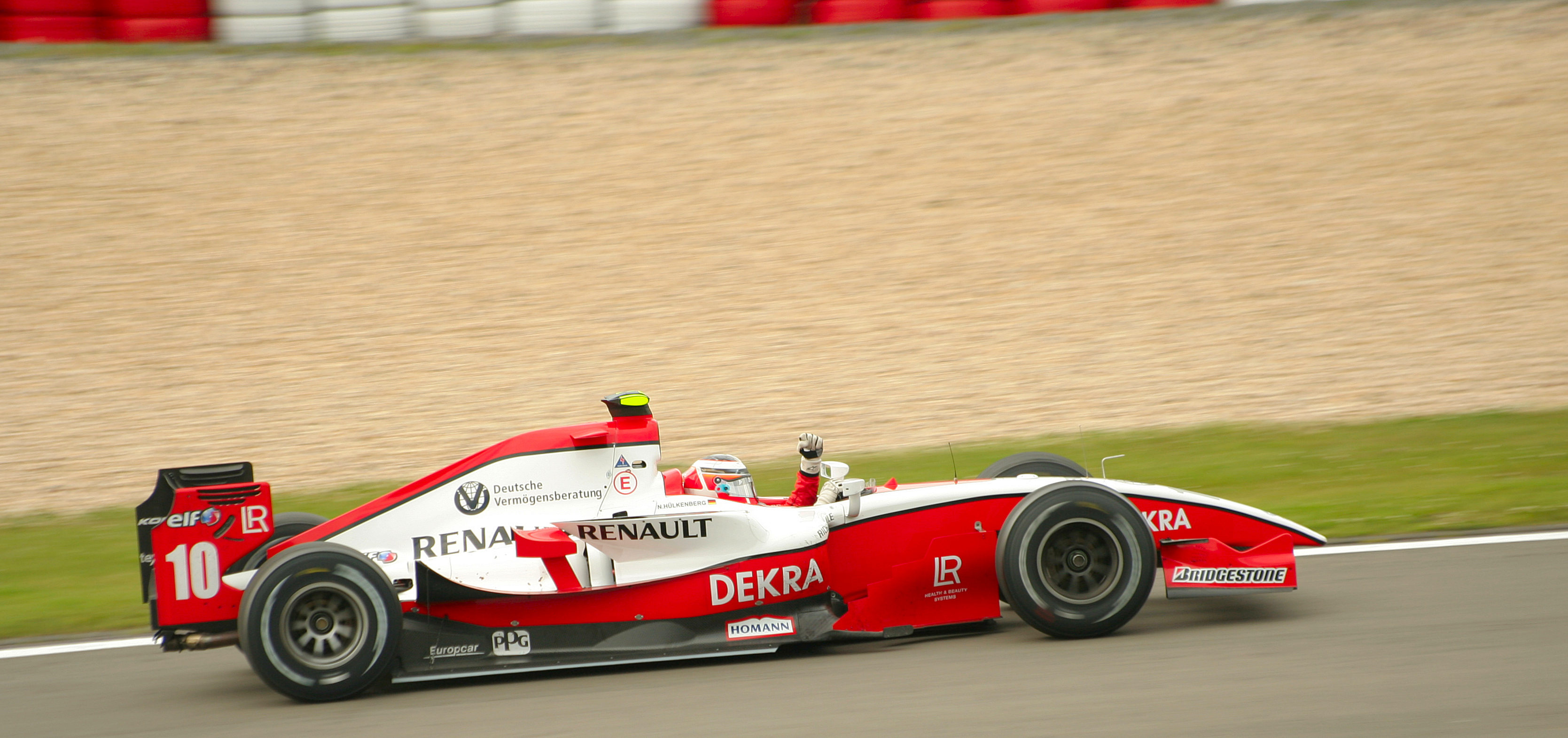
2009年GP2德国站上的霍肯伯格

霍肯伯格在2008-09赛季GP2亚洲系列赛第三站巴林站上代表ART大奖赛车队完成GP2系列赛首秀，并在当场比赛上就获得杆位 ，而在比赛周末的两场正赛上他都以第四名完赛，积分榜排名来到第7位。而在下一站卡塔尔站比赛周末之中，他又成为第一位在GP2系列赛夜赛中取得杆位并最终获胜的车手，正赛中他以领先第二名塞爾吉奥·佩雷兹13秒的巨大优势获胜。而在卡塔尔站冲刺赛上，他以第3名完赛，四场比赛共获得27分，最终在积分榜排名第6位。
2009年GP2系列赛上，霍肯伯格搭档帕斯托·马尔多纳多，继续代表ART大奖赛车队参赛。他在家乡纽博格林赛道分站上以巨大优势夺得GP2生涯首冠。而在倒序发车的冲刺赛上，他由第8名起步并最终再次夺冠，成为继2006年意大利蒙扎站的乔治·潘塔诺之后，又一位在比赛周末取得双冠的车手。同时，他也成为2006年匈牙利站的尼尔森·小皮奎特之后，第二位在GP2赛事上取得大满贯的车手（正赛杆位，两场比赛胜利及两场比赛最快单圈）。而在意大利蒙扎站冲刺赛获得第3名之后，霍肯伯格提前两站取得当赛季GP2系列赛冠军；而在进入赛季收官战葡萄牙站前，他领先第二名22分，成为GP2系列赛史上首个在收官战前即取得冠军的车手。而在葡萄牙站正赛上，霍肯伯格取得赛季第5场胜利，积分突破100分大关，最终以领先第二名维塔利·佩特罗夫25分的成绩夺冠。
值得一提的是，霍肯伯格在赛季结束时，领先他的队友帕斯托·马尔多纳多64分，而马尔多纳多在2011年却取代霍肯伯格，加盟威廉姆斯车队。

### 一级方程式生涯（2010-今）
2007年，霍肯伯格首次在西班牙赫雷斯赛道代表威廉姆斯车队完成F1赛车测试。在此之前，他的经理威利·韦伯未能与雷诺车队主席弗拉维奥·布里亚托利达成协议。而在两天的测试中，霍肯伯格的表现超越了威廉姆斯车队的正式车手中岛一贵，最快单圈也仅比另一名正式车手尼科·罗斯伯格慢0.4秒 ，而威廉姆斯车队也由于霍肯伯格在测试中的出色表现，决定以试车手身份与其签约，而霍肯伯格也代表威廉姆斯车队完成了多次试车。
尽管季中测试在2009赛季起被禁止，但霍肯伯格依然与威廉姆斯车队续约，同时作为车队替补车手出赛。

#### 威廉姆斯车队（2010）

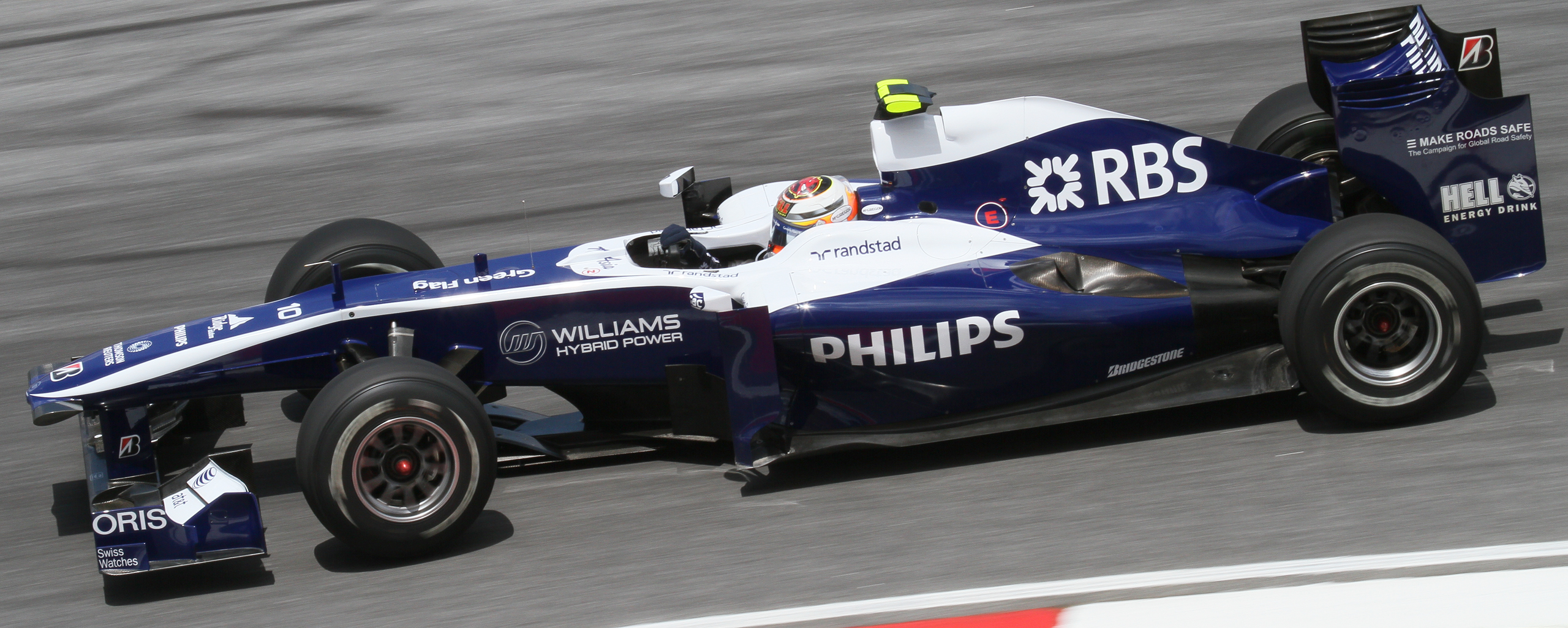
2010年马来西亚大奖赛上的霍肯伯格

2009年11月2日，威廉姆斯车队宣布，霍肯伯格将搭档由布朗车队转会而来的鲁本斯·巴里切罗，成为车队2010赛季的正式车手。
在赛季揭幕战巴林大奖赛上，霍肯伯格完成首秀，在发车阶段遭遇侧滑后最终以第14名完赛。下一站澳大利亚大奖赛上，他在第一圈与丰田车队车手小林可梦伟发生事故，后者在前翼受损后撞到护墙，反弹后与霍肯伯格的赛车相撞。
第三站马来西亚大奖赛上，霍肯伯格首次进入第三节排位赛，最终以第5名发车，也是赛季中首次在排位成绩上超过队友巴里切罗。比赛最后阶段，他排名第11位，而在法拉利车队的费尔南多·阿隆索在距离比赛结束剩下3圈时遭遇赛车爆缸后，霍肯伯格升到第10位，并最终以该成绩完赛。根据2010年全新改革的积分制度，他获得了F1生涯的第一个积分。
英国大奖赛上霍肯伯格再次取得第10位，而在匈牙利大奖赛上，他以生涯新高的第6位完赛。此后，他在意大利站、新加坡站和韩国站上先后取得积分。
日本大奖赛上，由于雷诺车队车手维塔利·佩特罗夫的起步失误，霍肯伯格的赛车前翼与佩特罗夫的赛车发生碰撞，两人双双退赛。随后，在巴西站排位赛上，霍肯伯格在雨中以1.049秒的优势击败塞巴斯蒂安·维特尔，从而取得他在F1生涯的首个杆位，这也是威廉姆斯车队在2005年欧洲站后，五年多以来的首个杆位。他在锁定杆位后又做出了一个单圈，扩大了领先优势。但在正赛首圈，由于赛车实力有限，他丢掉了领先优势并不断在比赛中被其他车手超越，最终以第8名完赛。
赛季即将结束时，即有流言称霍肯伯格将失去其在威廉姆斯车队的席位，GP2总冠军帕斯托·马尔多纳多将凭借赞助资金优势获得这一席位 ，而印度力量车队的艾德里安·蘇蒂爾也被认为与这一席位有关。最终，赛季收官战阿布扎比大奖赛后，威廉姆斯车队主席弗兰克·威廉姆斯确认，霍肯伯格下个赛季将不会为车队出赛。

#### 印度力量车队（2011-2012）

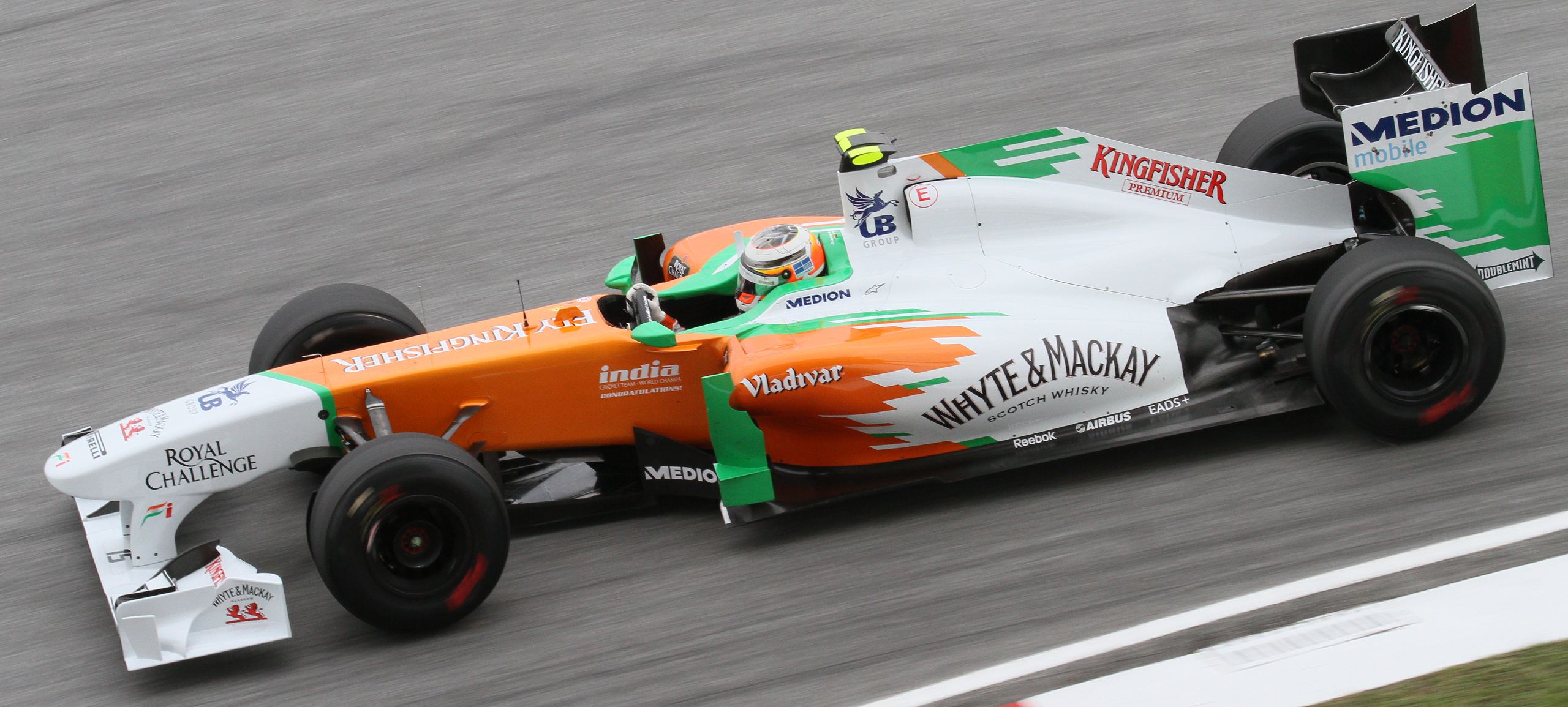
2011年马来西亚大奖赛上代表印度力量车队的霍肯伯格

##### 2011赛季
2011年1月26日，印度力量车队宣布霍肯伯格将取代成为车队正式车手的保罗·迪·雷斯塔，在2011赛季成为车队的试车手和替补车手，为车队在部分分站的周五练习赛上出战。在该赛季除摩纳哥、匈牙利、韩国、印度和阿布扎比站之外的其他分站上，霍肯伯格均代表车队参加第一节自由练习赛。

##### 2012赛季

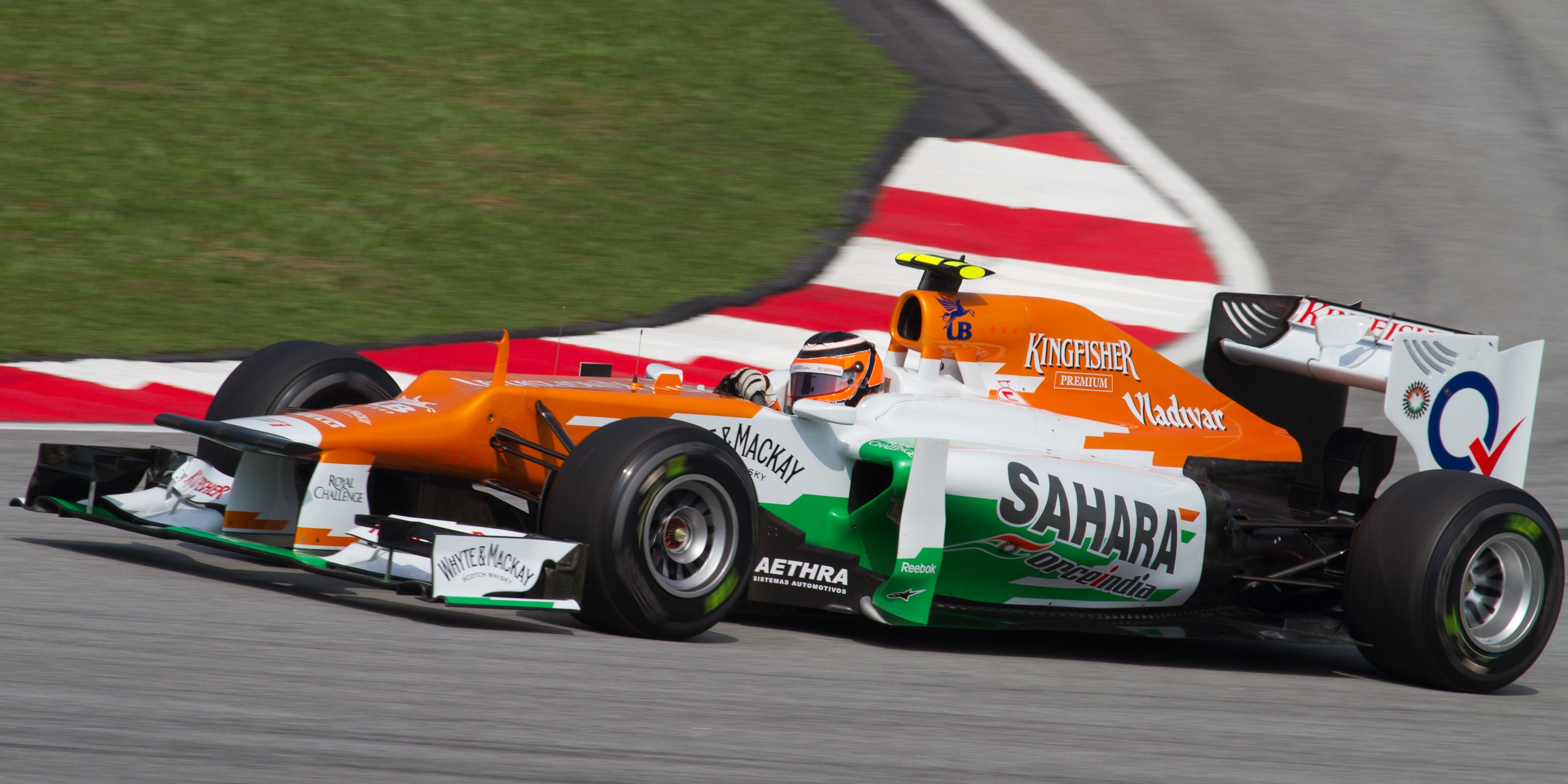
2012年马来西亚站上的霍肯伯格

2011年12月16日，印度力量车队宣布，候根堡将在2012赛季搭档保罗·迪·雷斯塔，成为车队正式车手。揭幕战澳大利亚站上，他在排位赛上取得第9位，发车顺序较队友迪雷斯塔提前6位，但他在比赛首圈即因事故退赛。下一站马来西亚站上，他在第16位发车的情况下，最终取得第9位，取得在印度力量车队的首个积分；中国站上，他再次于第16位发车。
而在比利时大奖赛上，他一度排名第2，却在进站时被基米·莱科宁超越，随后又在赛道上被塞巴斯蒂安·维特尔超越，最终取得了生涯最高的完赛成绩第4名。而在意大利站和新加坡站上，霍肯伯格未能取得积分；新加坡站后，他又连续5场取得积分，直到倒数第二站阿布扎比站上因事故退赛。这也是霍肯伯格的F1职业生涯之中首次连续两场及以上取得积分。
收官战巴西大奖赛上，霍肯伯格在排位赛上取得第7位，却由于帕斯托·马尔多纳多被罚退10位的原因从第6名起步。起步三圈后，他提升了两个位次，又在第5圈超越费尔南多·阿隆索，升至第3位。在第11圈路易斯·漢米爾頓进站后，他排名第2位，随后又在第19圈超越另一位迈凯伦车队车手简森·巴顿，升至领跑位置。在安全车出动前，他曾领先巴顿多达45秒。而在第49圈发生侧滑后，他被汉密尔顿超越，随后在第55圈他又与汉密尔顿的赛车发生碰撞，结束了汉密尔顿在迈凯伦车队的最后一场比赛。最终，霍肯伯格由于引发事故被罚通过维修区，最终以第5名完赛，错过了获得F1生涯首个领奖台甚至首胜的机会。
最终，霍肯伯格在积分榜上排名第11位，超越小林可梦伟。该赛季他的积分比队友迪雷斯塔多出17分，排位成绩12次超越迪雷斯塔。

#### 索伯车队（2013）

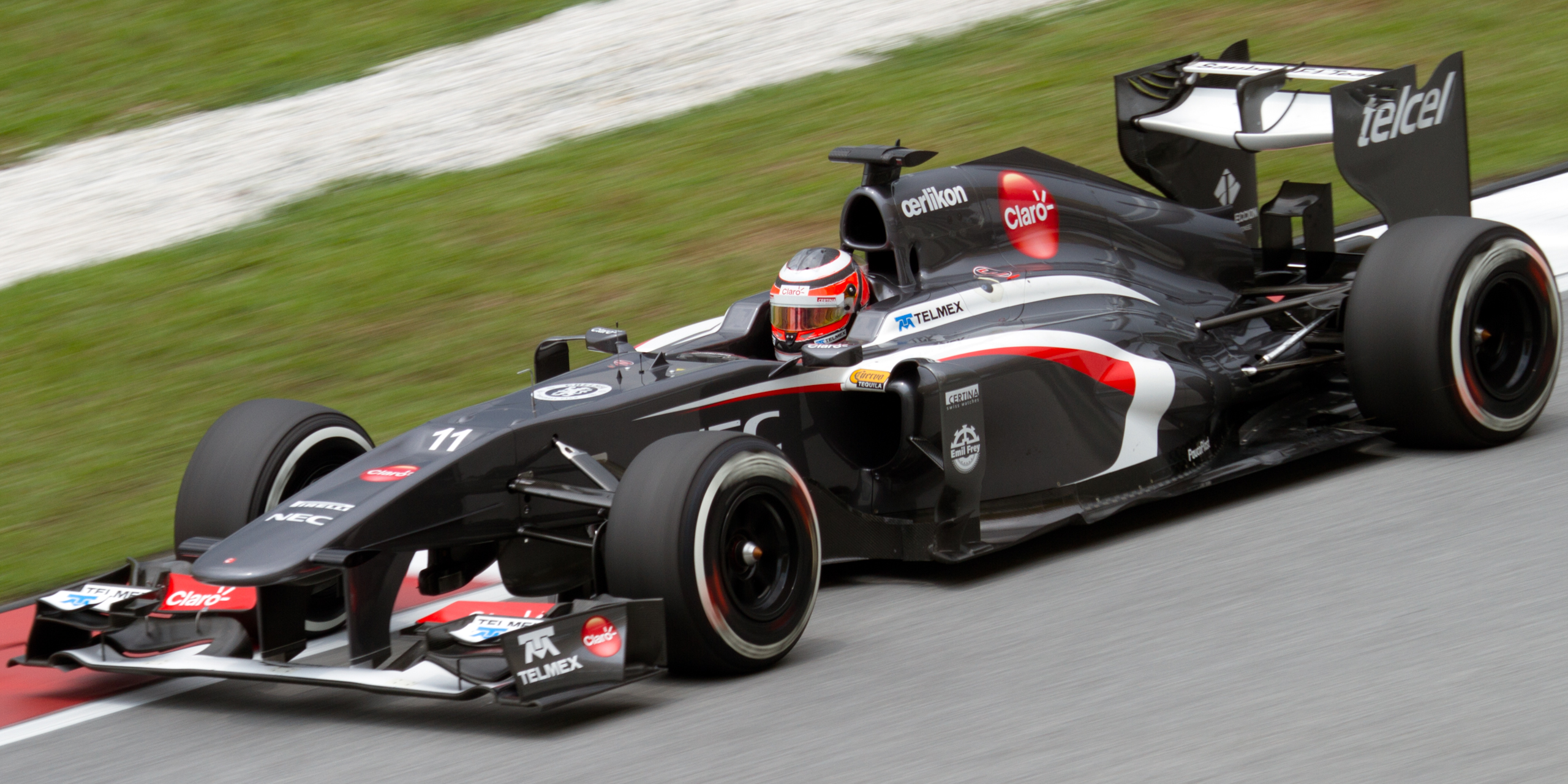
2013年马来西亚大奖赛代表索伯车队参赛的霍肯伯格

2012年12月31日，索伯车队宣布与霍肯伯格签约，他将于2013赛季替代小林可梦伟，搭档埃斯特班·古铁雷斯为车队出赛。
由于赛车燃油系统泄漏，霍肯伯格在澳大利亚站未能起步，本应在第11位起步的他基于安全原因被迫退赛；马来西亚站上，霍肯伯格在第12位起步，最终以第8名完赛 。而在意大利站上，霍肯伯格取得赛季最佳的排位成绩第3位，并最终以第5名完赛，同时在车手积分榜上超越小红牛车队的让-埃里克·韦尔涅。而在韩国站上，他取得赛季最佳的完赛成绩第4名，与汉密尔顿和阿隆索上演了多次精彩的攻防战，展示了高超的防守技巧，同时没有犯下任何错误，且在与漢米爾頓的攻防之中多次超越后者。

#### 重回印度力量车队（2014-2016）

##### 2014赛季

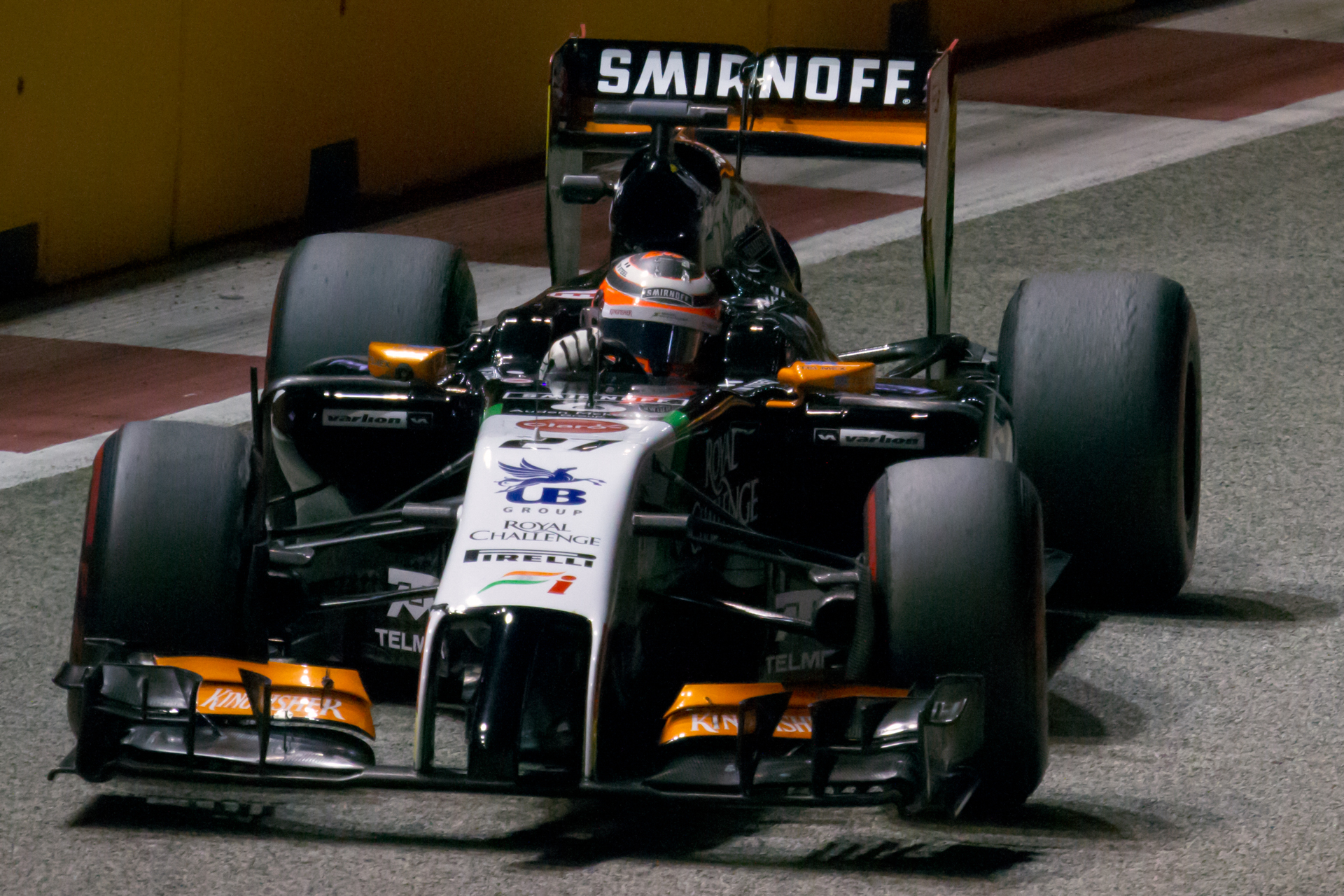
2014年新加坡大奖赛上驾驶印度力量赛车的霍肯伯格

2013年12月3日，印度力量车队宣布，霍肯伯格将于2014赛季回归印度力量车队，搭档塞尔希奥·佩雷斯出赛。在澳大利亚站上，他以第7名完赛，这也是他的F1生涯之中首次在澳大利亚站完赛，赛后由于获得亚军的丹尼尔·里卡多被取消成绩，他的成绩最终提升至第6名。下一站马来西亚站上，他以第5名完赛，比赛的大部分时间还成功防守住费尔南多·阿隆索，直至被超越。而在巴林站继续获得第5名后，他在车手积分榜上来到第3名，仅落后于梅赛德斯车队的两名车手刘易斯·汉密尔顿和尼科·罗斯伯格。
在中国站上，霍肯伯格排名第6位，但在车手积分榜上被第3名完赛的阿隆索超过，而印度力量在车队积分榜上也被红牛车队超过，滑落至第二位。
由于季中稳定的积分区内完赛成绩，霍肯伯格最终在赛季车手积分榜上以96分排名第9位，超越佩雷斯的59分，同时帮助印度力量车队在车队积分榜上排名第6名。同时，他还在赛季中四次以第5名的赛季最佳成绩完赛。
2014年10月，印度力量车队与霍肯伯格续约，他将于2015赛季继续为车队出赛。

##### 2015赛季

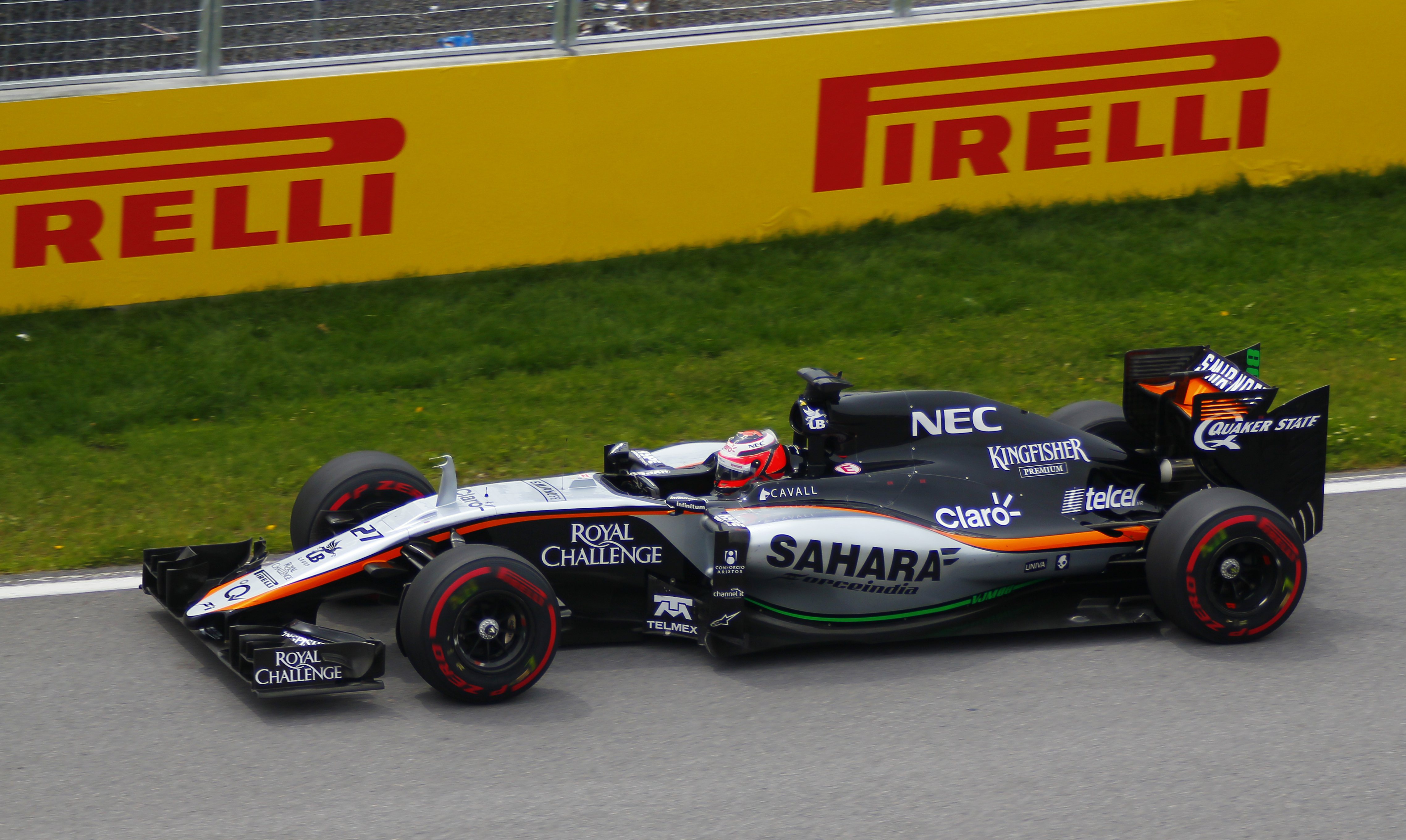
2015年加拿大大奖赛上的霍肯伯格

2015赛季，霍肯伯格继续为印度力量车队出赛。在赛季揭幕战澳大利亚站上，他虽然以第7名完赛，但却被套圈。然而，由于该赛季印度力量的赛车缺乏竞争力，他直到加拿大站才再次获得积分。在匈牙利站的比赛中段，他在第一个弯道遭遇了严重的撞车事故，当时赛车前翼脱落，他开车越过前翼，同时赛车轻微悬空并撞入护墙，这一事故使他失去了潜在的第四名完赛机会。而接下来的七场比赛中，他有5场比赛未能得分。
在比利时站上，他的赛车在发车前遭遇引擎故障，未能起步；新加坡站上，他在3号弯被菲利佩·马萨追上，同时赛车打滑撞入护墙，随后被赛事干事认为对事故负有全责，被罚在下一站退后3位发车。俄罗斯站上，他在发车后的第一圈发生打转，并与马库斯·埃里克森发生碰撞，失去了潜在的登台机会。美国站上，他的赛车发生侧滑后与里卡多的赛车相撞，撞到了后者的右前悬挂。
该赛季霍肯伯格以58分排名车手积分榜第10位，落后队友20分，帮助车队在积分榜上更进一步，以年度第5收尾。他在季中的最佳完赛成绩是三次第6名。

##### 2016赛季

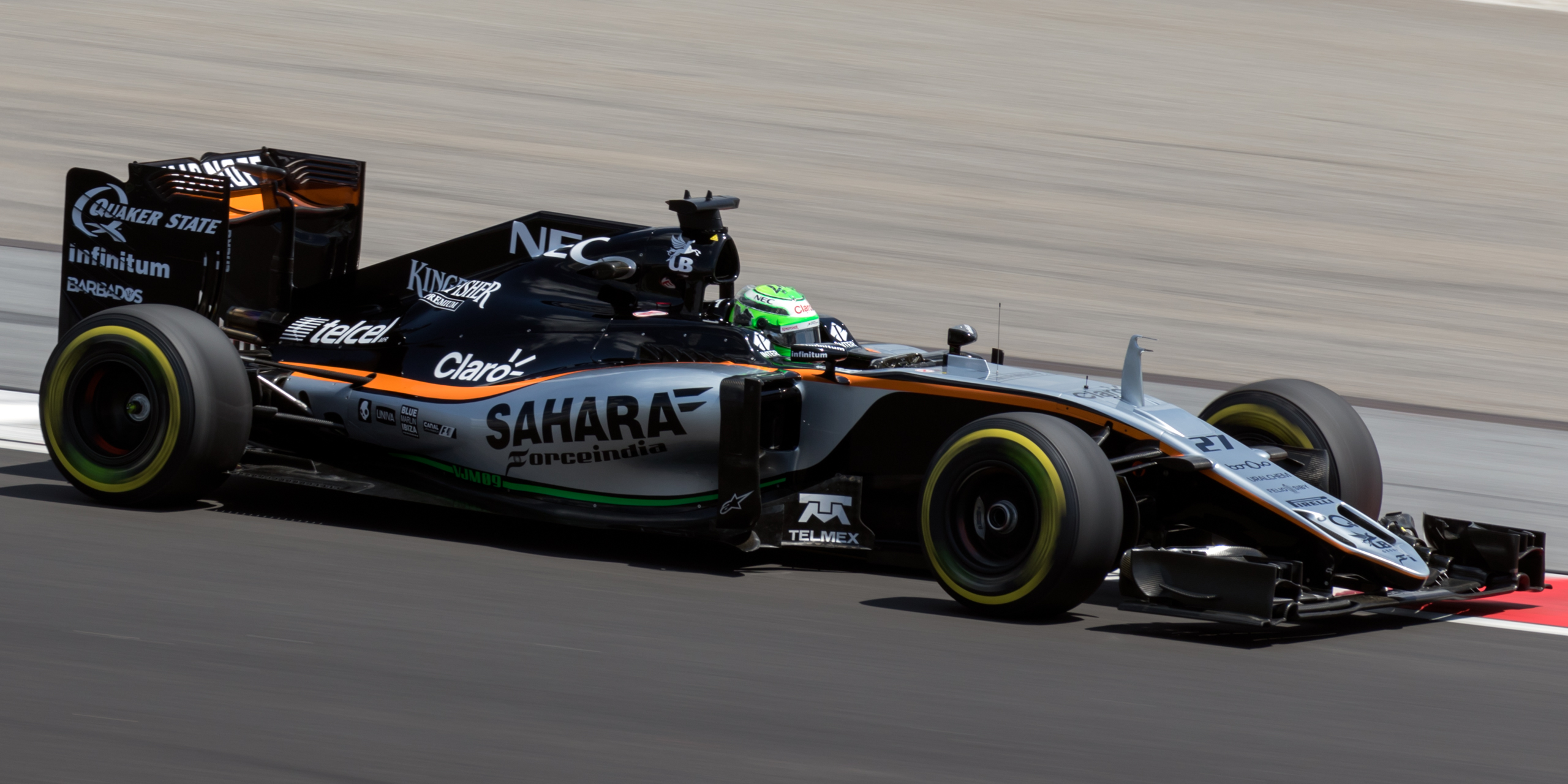
2016年马来西亚大奖赛上的霍肯伯格

2016赛季，霍肯伯格继续搭档塞尔希奥·佩雷斯为印度力量车队出赛。
在赛季揭幕战澳大利亚站上，他排名第7位；由于该季印度力量车队的赛车继续缺乏竞争力，接下来的两场比赛他均以第15名完赛。在俄罗斯站上，他被前队友埃斯特班·古铁雷斯撞击，被迫退赛。接下来的西班牙站上，他因赛车漏油而退赛。
而在摩纳哥站上，他在第5位发车，并且一度位于领奖台争夺位置，却因在维修区进站后遇上交通问题而被队友佩雷斯超越，最终佩雷斯登上领奖台，获得季军，而霍肯伯格则最终以第6名完赛，并在最后一圈超越了当季的世界冠军尼科·罗斯伯格。之后两场比赛上，他又再度在积分区内完赛。
而在阿塞拜疆巴库街道赛道举行的欧洲站上，印度力量赛车展示出了竞争力，但霍肯伯格却在排位赛上打滑，最终只能在第13位发车，并以第9名完赛（而队友佩雷斯则在受罚至第7名发车后最终取得季军）。下一站奥地利站上，他在排位赛上取得第3位，又因罗斯伯格退后5位发车而最终由第2名起步；然而由于起步失误，他被后方的车手超越，最终因刹车失灵退赛。
之后的5场比赛之中，他连续在积分区内完赛，其中在比利时站上一度在发车后来到第2名，最终在被汉密尔顿和里卡多超越后取得赛季最佳的第4名；新加坡站上，他在第一圈卷入事故，被两名车手夹在中间，不得不遗憾退赛。接下来的两场比赛上，他又连续取得第8名。
而从美国站开始，霍肯伯格又开始了自己强劲的表现。美国站上，他在第7名起步，却因被瓦尔特里·博塔斯和塞巴斯蒂安·维特尔挤压而退赛。接下来的墨西哥站上，他在排位赛取得第5名，并最终以第7名完赛。巴西站排位赛上，他超过队友佩雷斯，并在第4位发车，却由于压到莱科宁发生事故后的碎片而爆胎，没能登上领奖台，甚至一度掉出积分区，最终在比赛后段成功顶住里卡多的进攻，以第7名完赛。
他在收官战阿布扎比站的排位赛上再次超过佩雷斯，获得第七名，并在第一圈与马克斯·维斯塔潘的碰撞中逃过一劫，以同一位置完赛。
该赛季霍肯伯格以72分在车手积分榜上排名第9，并帮助印度力量在车队积分榜上再次进步，获得第4名。
而在美国站前，霍肯伯格宣布，将于2016赛季结束后离开印度力量车队，转而加入雷诺车队。

#### 雷诺车队（2017-2019）
2016年10月14日，雷诺车队宣布，与霍肯伯格签订了一份多年合同，他将由2017赛季开始为车队出赛。

##### 2017赛季

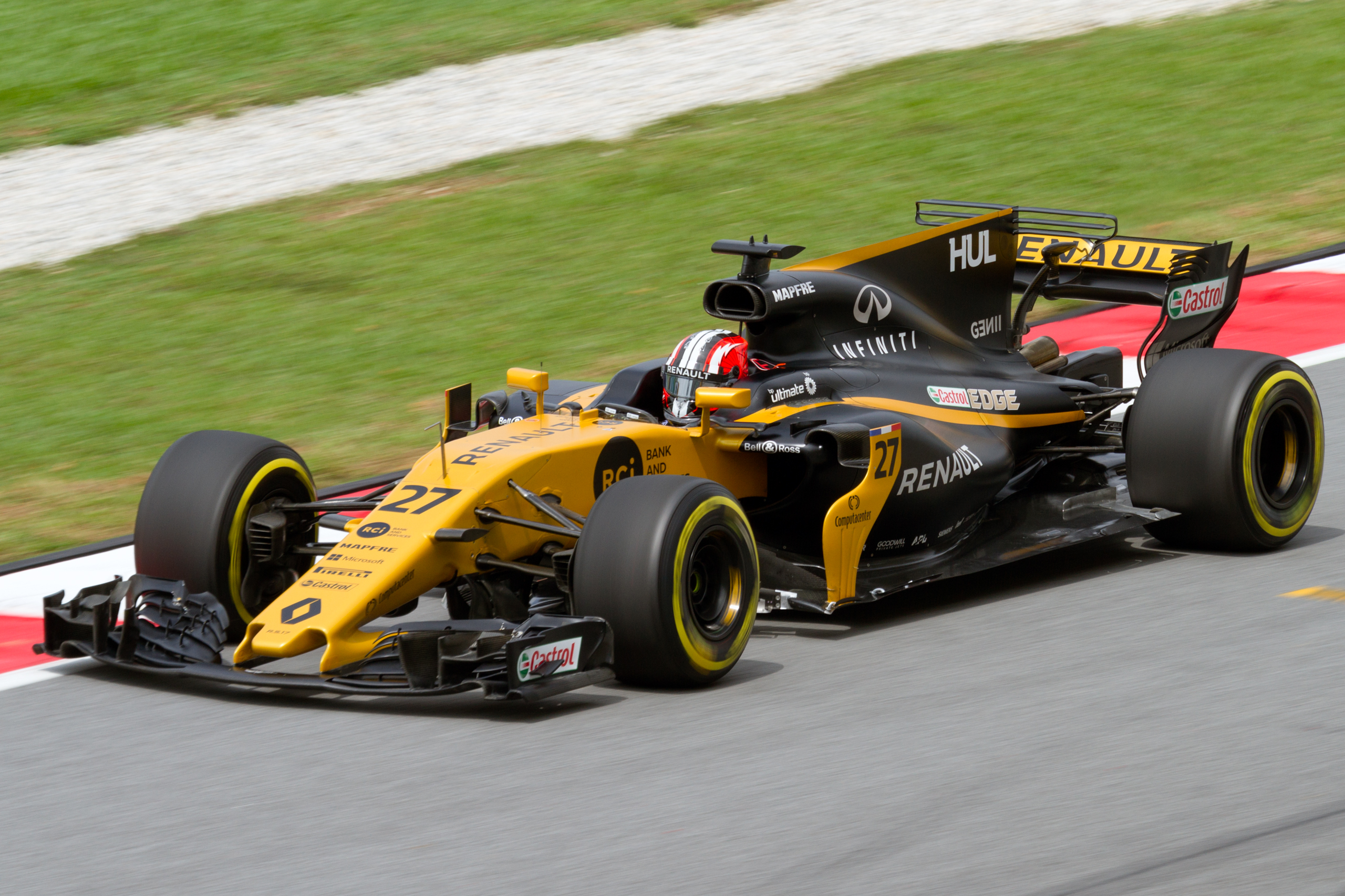
2017年马来西亚大奖赛上的霍肯伯格

2017赛季是霍肯伯格为雷诺车队出赛的第一年，他搭档乔利恩·帕尔默为雷诺车队出赛。
他直到赛季第3站巴林站才以第9名完赛，取得加盟雷诺车队后的首个积分，而后他又在俄罗斯站取得第8位。接下来的西班牙站上，霍肯伯格又取得第6名，这是雷诺在2016年以厂队身份回归F1赛事后的最佳成绩。但在摩纳哥站上，他的赛车遭遇变速箱问题被迫退赛，终止了这一波得分势头。
加拿大站上他又以第8名完赛，然而他却在阿塞拜疆站上处于第6位时撞墙，未能完赛及取得积分。奥地利站上，他由于起步不佳，只以第13名完赛，赛季中首次被队友乔利恩·帕尔默超越。
英国站前，雷诺带来了一次重大升级，这帮助霍肯伯格在该站比赛的排位赛和正赛上均取得第6位。这次升级带来的重大进步让雷诺R.S.17赛车被称为“剩余赛车中的最佳赛车”（除去梅赛德斯、红牛及法拉利赛车），而匈牙利站上霍肯伯格的第7名起步恰好证明了这一点。然而由于更换变速箱他被迫退后5位发车。而在他位于积分区时，车队的一次进站失误让他浪费了大量时间，并最终退赛。在该站比赛中，哈斯车队的凯文·马格努森在与霍肯伯格争夺位置时将其逼出赛道，而马格努森也因事故受到罚时处罚。在接受丹麦媒体采访时，霍肯伯格怒斥马格努森的行为，并给他贴上了“肮脏”和“围场上最没有体育精神的车手”的标签，最终马格努森以脏话回击霍肯伯格的指控。夏休期前，霍肯伯格以26分排名车手积分榜第10位。
夏休期后的比利时站上，霍肯伯格继续着自己良好的表现，在排位赛取得第7位，并最终以第6名完赛。而在新加坡站前，雷诺车队宣布乔利恩·帕尔默将于2018赛季被小卡洛斯·塞恩斯取代 ，此时帕尔默尚未取得任何积分，而霍肯伯格则取得34分。该站比赛上，霍肯伯格在排位赛上取得第7名，又在第一圈的混乱事故后升到第3名。就在人们认为他即将拿到生涯首个领奖台完赛成绩时，在丹尼尔·科维亚特事故后引发安全车时，车队的进站策略失误使他掉到第5名。就在他成功追近至第4名时，赛车漏油使他被迫退赛。也是在这场比赛后，他以129次出賽超越了原紀錄保持者，德國車手艾德里安·蘇蒂爾的128次出賽无领奖台完赛成绩的纪录。
日本大奖赛周末中，雷诺车队宣布小卡洛斯·塞恩斯将由美国站起提前加盟车队，而在该站比赛中霍肯伯格大多数时间均在积分区内，却因为赛车的可调尾翼（DRS）部分出现故障而退赛。至此，霍肯伯格以34-8的积分比，对前队友帕尔默形成压倒性优势，同时在前16场比赛的排位成绩全部超越帕尔默。
美国站上，霍肯伯格在第4圈由于引擎故障退赛；而墨西哥站上，他再次在第4圈因引擎问题退赛，这是他连续第三次未能完成比赛，也是五场比赛中第四次退赛。巴西站上，他以第10名力压队友塞恩斯，结束了自己接近3个月的积分荒。阿布扎比站上，他再次在排位赛取得第7，最终以第6位完赛。比赛中，他因在赛道外超越塞尔希奥·佩雷斯且没有交还位置被处以5秒罚时，但最终他由于领先优势足够，依然以第6位完赛。
最终，霍肯伯格在该赛季以43分在车手积分榜上排名年度第10（与菲利佩·马萨同分，但因最佳完赛成绩第6名次数更多而排名在前），也帮助雷诺车队取得年度第6的位置。

##### 2018赛季

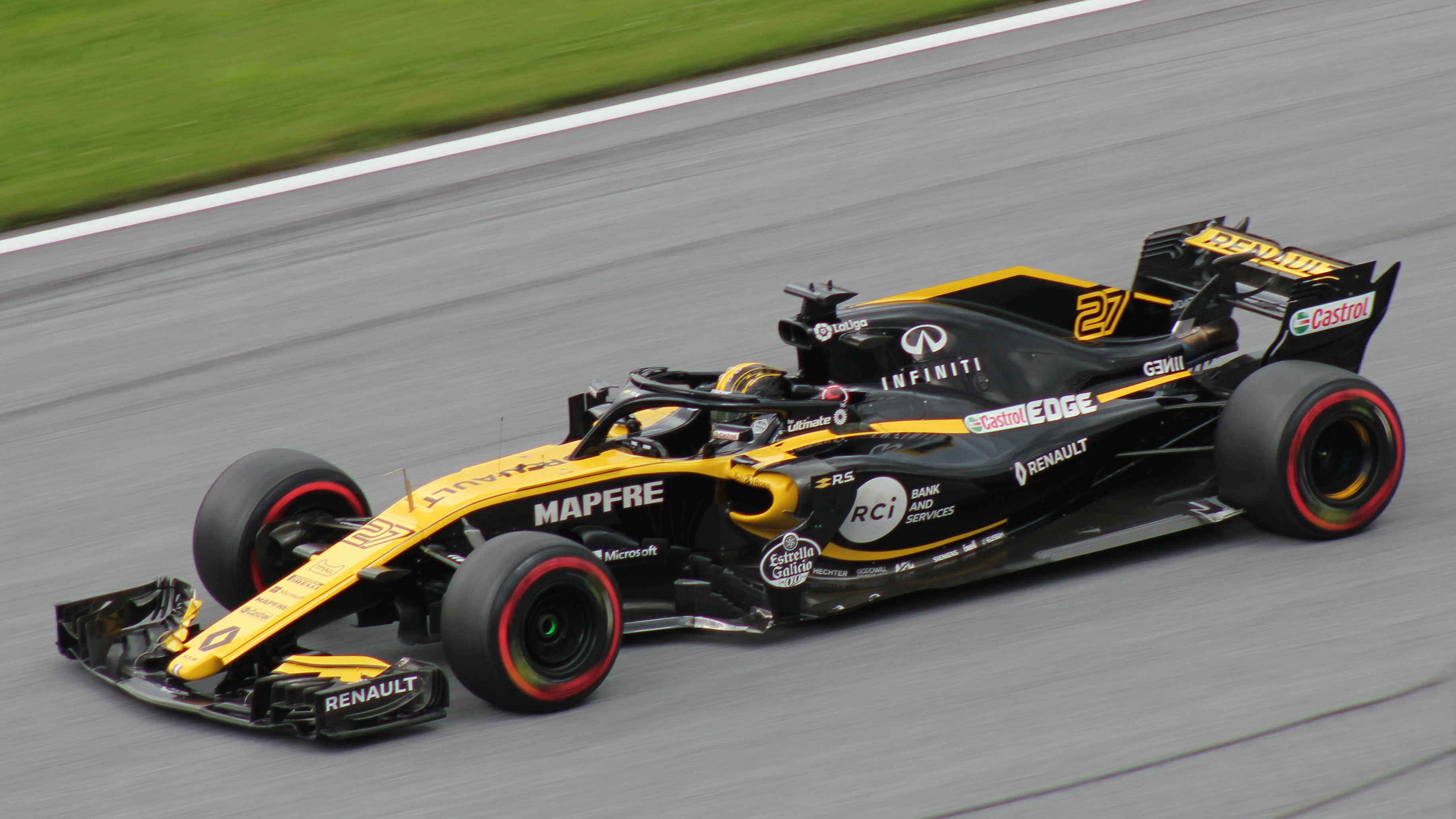
2018年奥地利大奖赛上的霍肯伯格

2018赛季霍肯伯格继续搭档小卡洛斯·塞恩斯为雷诺车队出赛。
霍肯伯格和雷诺车队在本赛季开局良好，在前3场比赛中取得一个第七名和两个第六名。揭幕战澳大利亚站上，由于塞恩斯以第10名完赛，雷诺车队取得了2011年土耳其大奖赛后的第一次双积分完赛。而在阿塞拜疆站上，霍肯伯格由于更换变速箱而退后5位发车，最终于第14位发车，这意味着他结束了在过去6场比赛中以第7名发车的连续记录。到第10圈时，他上升到第5位，却在第10圈由于后部失控，左后胎撞墙，最终因悬挂损坏退赛，结束了他连续5场的得分势头，这也是他连续第二年在阿塞拜疆站上因自身失误而在前6名之内退赛。
霍肯伯格在下一站西班牙站上继续运气不佳，他在第一节排位赛就因赛车燃油压力故障而被淘汰，又在第1圈与打转的罗曼·格罗斯让相撞而退赛。赛后霍肯伯格批评了格罗斯让的驾驶风格，格罗斯让也在下一场比赛中因事故受到退后发车处罚。摩纳哥站的排位赛上，他自2016年日本站后第一次被队友以悬殊差距击败，但他最终在第11位发车的情况下以第8名完赛，而队友塞恩斯则在比赛后段才遵从车队指令，让其超过 。在加拿大站上，他在排位赛和正赛均取得第7名。
接下来的“三连背靠背”赛程中，霍肯伯格在法国站取得第9，在奥地利站因引擎问题而在第9位退赛，这是他在6场比赛中的第三次退赛，也是他在过去16场比赛中的第7次退赛。但在背靠背的最后一站英国站上，他以第6名完赛，随后又在德国站上以第5名完赛，取得了他为雷诺车队效力的最佳成绩。在匈牙利站上，他因加油问题只能在第13位起步，最终在第12位完赛。夏休期前，他以52分在积分榜上排名第7，紧随三大车队的6名车手之后。
夏休期后的比利时站上，霍肯伯格因更换引擎而在第18位发车，却引发了一次重大事故。当时他刹车过猛，与阿隆索相撞，而后者的赛车则飞到了索伯车队夏尔·勒克莱尔的赛车上，阿隆索赛车的其中一个车轮落在了该赛季全新引入，且此前备受争议的安全设施“Halo”保护装置上。最终，这次事故也影响到了莱科宁和里卡多。霍肯伯格被赛事干事认为“完全误判了形势”，并在下一场比赛中被罚退后10位发车。这次重大碰撞被人们与2012年比利时大奖赛上由罗曼·格罗斯让发起的碰撞相对比，而霍肯伯格也一改此前对Halo装置的反对态度，认为这个安全设施“非常有用”。
由于雷诺赛车缺乏竞争力的原因，霍肯伯格在接下来4场比赛中只得1分，直到美国站才再次以第6名强势反弹。在塞恩斯获得第7的同时，也创下了雷诺车队2016年重回F1赛事后的最佳战绩。墨西哥站上，霍肯伯格再次取得第6，而巴西站和阿布扎比站上他则先后因引擎过热和与格罗斯让相撞而退赛。
最终，霍肯伯格以69分在车手积分榜上排名第7，并帮助雷诺车队在车队积分榜上取得第4名。

##### 2019赛季

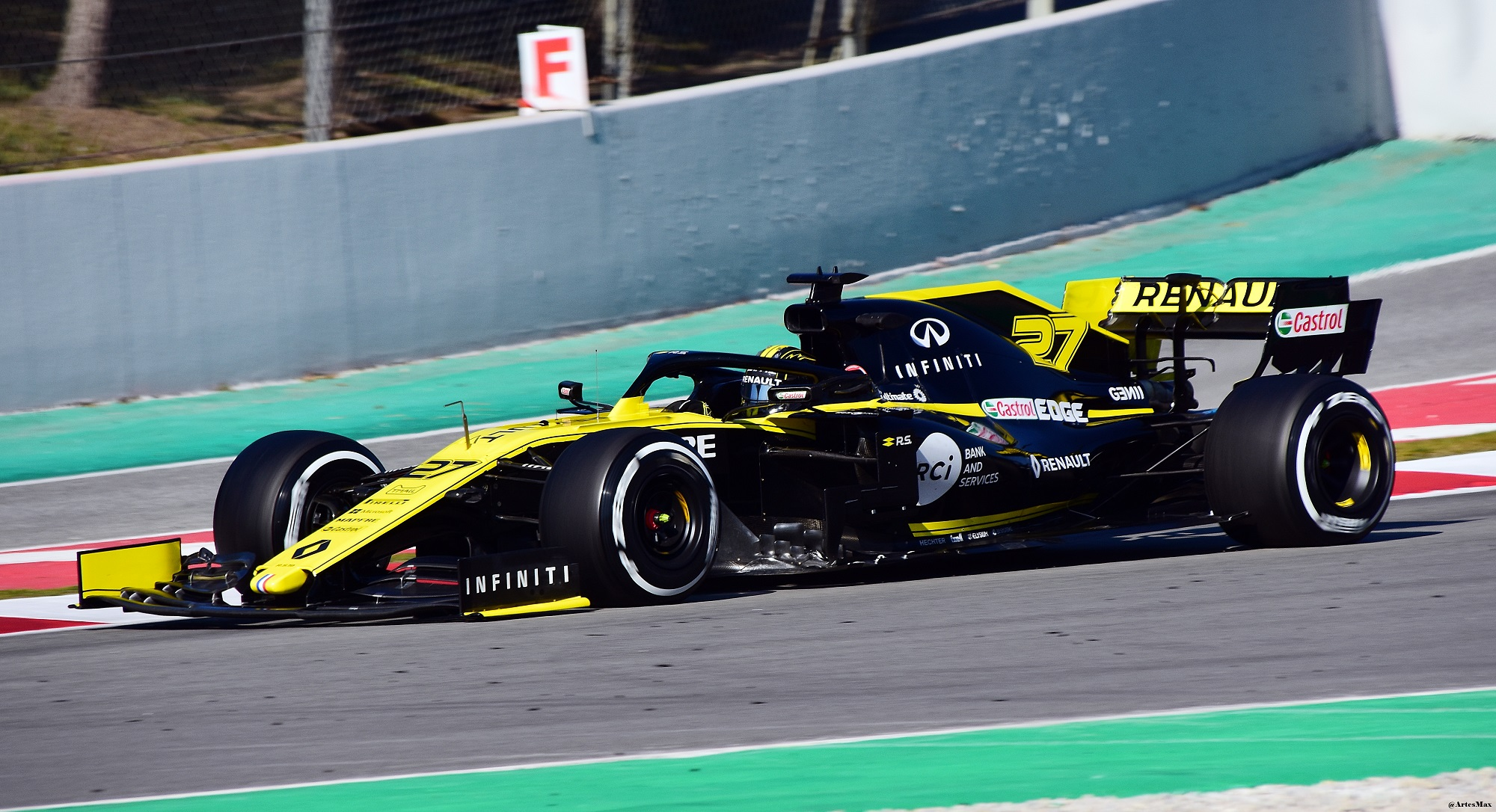
2019年季前测试上驾驶雷诺赛车的霍肯伯格

2019赛季，霍肯伯格连续第三个赛季代表雷诺车队出赛，队友则更换为从红牛车队加盟的丹尼尔·里卡多。在该赛季之前，霍肯伯格已经在F1赛事出赛158次，却没能登上领奖台，他表示自己在F1的未来“取决于轮对轮的结果”，他的能力也“可以与分站冠军相衡量”，这也是霍肯伯格在2010赛季后第一次与获得分站冠军的车手搭档。而雷诺车队领队西里尔·阿比特波尔认为这对车手组合“如果不是最强（车手阵容）的话，也是围场最强的车手阵容之一”
。
揭幕战澳大利亚站上，霍肯伯格表现出色，在排位赛上战胜了本土出赛的新队友里卡多，但引擎问题使他没能进入第三节排位赛，最终以第11名起步，以第7名完赛 。随后的巴林站上，引擎脉冲问题使他只能在第17位发车，但比赛中他上升了11个位次，一度排名第6位，却在第53圈时与队友里卡多同时遭遇引擎问题退赛，此时距离比赛结束只剩4圈，阿比特波尔对此表示，雷诺的发动机问题是“不可接受的”。下一站中国站上，霍肯伯格的引擎仍然出现问题，引擎软件问题导致其再次退赛。
西班牙站上，霍肯伯格在排位赛中撞车导致前翼受损，最终他不得不安装一个不同规格的前翼。由于这次更换前翼违反了赛事规则，他只能在维修区起步，最终以第13名完赛。摩纳哥站上，他与法拉利车队的勒克莱尔相撞，后者的超车被霍肯伯格认为“过于雄心勃勃”。最终，二者都遭遇爆胎，霍肯伯格以第13名完赛。加拿大站和法国站上，霍肯伯格又先后以第7名和第8名完赛。
英国大奖赛上，他被前队友賽爾吉奧·佩雷茲撞击后，发动机瞬间失灵并进入“跛行模式”，同时他也对车队的策略表示不满，最终以第十名完赛。而在德国站的雨战中，他一度来到第2名，却在第16弯滑出赛道，最终在第4位时退赛。匈牙利站上，他再次遭遇引擎问题，以第12名完赛，未能得分。夏休期前，他只以17分排名车手积分榜第14位，落后队友里卡多5分，而雷诺车队的总成绩也与上赛季同期相比有所下滑。
比利时站前，雷诺车队宣布2019年赛季结束后，霍肯伯格将离开雷诺车队，替代他出赛2020赛季的将是梅赛德斯车队后备车手，前印度力量车队的法国车手埃斯特班·奥康。霍肯伯格表示，这个决定“不仅仅与表现有关”，从而暗指雷诺车队希望有一位法国车手为这支法国车队出赛，而奥康恰好符合这一要求。针对霍肯伯格的暗示，雷诺运动部门非执行董事，四届世界冠军阿兰·普罗斯特表示雷诺曾为霍肯伯格提供了一份一年期的续约合同，然而被霍肯伯格拒绝。
夏休期后的比利时站上，霍肯伯格在排位赛获得第7，却因罚退在第12位发车，最终凭借车队策略以第8名完赛。意大利站上，雷诺车队的两名车手分别在排位赛获得第5名和第6名，正赛上又获得第4名和第5名，这是雷诺车队2016年以来的最佳完赛位次，也是霍肯伯格在雷诺车队取得的最佳完赛位次。新加坡站上，霍肯伯格因队友受罚而在第8位发车，却在1号弯与前队友塞恩斯发生碰撞而双双爆胎，最终在一度掉到队尾的情况下以第9名完赛。
俄罗斯站上，霍肯伯格从第6位起步，然而起步不佳以及维修站技师错误将他的赛车从千斤顶上落下的失误使他两次掉出积分区，最终他以第10名完赛，并在赛后表示“一切可能出错的事情都出错了”。日本站排位赛上，他由于赛车机械故障无法参加第二节排位赛，正赛只能以第15名起步，最终以第10名完赛。然而，在赛点车队认为雷诺车队的两台赛车预设的自动刹车偏置系统违反“不能为车手提供辅助驾驶系统”的规定并提出抗议后，霍肯伯格的成绩被取消 ，这也是他在F1职业生涯中首次也是唯一一次遭遇成绩取消。
墨西哥站上，他在最后一圈的最后一个弯被第9位的丹尼尔·科维亚特挤到护墙边，并在没有了尾翼的情况下以第11名冲线；但在科维亚特被取消成绩后，他获得第10名，接下来的美国站上他则获得第9名。而在巴西站上，两次安全车出动打乱了他的策略，最终他以第12名冲线，却因在安全车驶入维修区前，在安全车线前超越凯文·马格努森而遭遇处罚，最终以第15名完赛，这也是他在全赛季的最差完赛成绩。
在阿布扎比站上，他以第12名完赛，也在这场被认为是他F1生涯的最后一场比赛上，第一次被车迷票选为当场最佳车手。
赛季结束后，他以37分排名车手积分榜第14位，是他2010年参加F1以来的最低排名，落后队友里卡多17个积分。由于他未能获得2020年的全职车手席位，他暂时从一级方程式赛事中离开。

#### 赛点车队（2020）
2020年霍肯伯格未能获得任何车队的车手合同，却因为赛点车队车手塞尔希奥·佩雷斯在2020年英国大奖赛前的周四检出新冠肺炎阳性，而被赛点车队临时招募，作为替补车手参加英国站及一周后同样在银石赛道举办的70周年大奖赛，这也是霍肯伯格继2011-2012赛季和2014-2016赛季之后，第三次为这支车队参赛 。在英国大奖赛上，他在排位赛取得第13名，却在赛前由于引擎问题未能起步 。而在70周年大奖赛上，他在排位赛上取得第3，仅落后于两台梅赛德斯赛车，并且一度排名第4位，却由于轮胎磨损严重不得不再次进站换胎，最终以第8名完赛，排在队友兰斯·斯托尔之后。而从西班牙大奖赛开始，由于佩雷斯回归，霍肯伯格不再继续作为替补车手参赛。
然而，赛点车队另一位车手兰斯·斯托尔在艾费尔大奖赛第三节自由练习赛期间身体不适，霍肯伯格因此再次返回围场，代替斯托尔参加本站比赛，他也成为为数不多在同一个赛季中先后替代一支车队中两位正式车手参赛的车手。他在该场比赛中从队尾第20名起步，最终以第8名完赛，从而第二次被车迷票选为当场最佳车手。

#### 阿斯顿·马丁车队（2021-2022）
2021年，由赛点车队更名而来的阿斯顿·马丁车队宣布，霍肯伯格成为车队的预备和发展车手。而2022赛季，他再次担任赛点车队的预备车手。
2022年巴林大奖赛前，由于阿斯顿·马丁车队车手塞巴斯蒂安·维特尔的新冠肺炎核酸检测呈阳性，被迫进行隔离，霍肯伯格时隔两个赛季再度临时返回围场，代替维特尔参赛，这也是他第四度为这支车队参加正赛，最终以第17名起步及完赛。而由于维特尔的新冠肺炎检测依然呈阳性且仍处于恢复期，霍肯伯格在2022年沙特阿拉伯大奖赛上继续代替维特尔，代表阿斯顿·马丁车队参赛。该场比赛上，霍肯博格再次由第17名起步，并以第12名完赛。
由于塞巴斯蒂安·维特尔已经康复，因此霍肯伯格在2022年澳大利亚大奖赛上将不会出赛，但他在沙特站的周末表示，自己“非常渴望在时机成熟时”以全职车手身份回归F1围场。

#### 哈斯车队（2023-2024）
2022年11月17日，哈斯车队与霍肯伯格宣布他将在2023年赛季加盟车队，顶替米克·舒马赫担任正式车手。他将与丹麦车手凯文·马格努森搭档，两人曾在2017年的匈牙利站赛后采访直播中相互攻击，一度成为网络模因。
2023年赛季，受限于哈斯VF-23赛车的长距离耗胎高的缺陷，霍肯伯格仅在澳大利亚大奖赛和奥地利大奖赛冲刺赛上取得积分；但是他凭借自身车技在赛季的多场比赛的排位赛中晋级到第三节。赛季最终获得9个积分位列车手积分榜第16名。
2024年赛季，尽管哈斯VF-24赛车综合实力有所加强，但是本赛季由于多支头部车队竞争力加强使得获得积分的难度更加艰巨；不过霍肯伯格依旧可以将赛车带入第三节排位赛，并多次取得积分入账。

#### 索伯车队/奥迪车队（2025-未来）
2024年4月，索伯车队宣布与霍肯伯格签下多年合约，2025年起，他将加盟瑞士车队；而2026年赛季车队将被奥迪完全收购变更为奥迪车队。而霍肯伯格在作为保时捷车队车手参加耐力赛时，现任索伯集团CEO安德烈亚斯·塞德尔当时正担任保时捷车队领队。在2025年英國大獎賽，霍肯伯格以季军完赛，取得生涯第一個頒獎台，同時被票選為該場最佳車手。

### 客串耐力赛事（2015）
2014年11月，保时捷车队确认，霍肯伯格将在2015年勒芒24小时耐力赛上驾驶第三台厂队支持的保时捷919 Hybrid混动赛车参加比赛，这是他第一次参加耐力赛事。而他也会参加2015年斯帕6小时耐力赛以为勒芒24小时做准备。他将与英国车手尼克·坦迪和新西兰车手厄尔·班博共同驾驶19号保时捷919赛车参加该两场耐力赛。
2015年6月14日，由霍肯伯格、坦迪和斑博共同驾驶的19号保时捷919赛车共同完成了395圈的比赛，以一圈的优势战胜了由队友马克·韦伯、布伦登·哈特利和蒂莫·伯纳德所驾驶的17号赛车，在2015年勒芒24小时耐力赛上获胜。这场胜利是保时捷车队自1998年以来第一次在勒芒24小时耐力赛的最高组别中获胜，霍肯伯格也因此成为继1991年的约翰尼·赫伯特和伯特兰·加肖后，第一位以现役F1车手身份在勒芒24小时耐力赛夺冠的车手。

## 赛车生涯成绩

### 职业生涯摘要
| 賽季    | 賽事                 | 車隊                  | 比賽     | 獲勝     | 桿位     | 最快圈速 | 頒獎台   | 積分     | 年終排名 |
| ------- | -------------------- | --------------------- | -------- | -------- | -------- | -------- | -------- | -------- | -------- |
| 2005    | Formula BMW ADAC     | Josef Kaufmann Racing | 20       | 8        | 9        | 6        | 14       | 287      | 冠軍     |
| 2006    | 德國三級方程式       | Josef Kaufmann Racing | 18       | 1        | 3        | 5        | 6        | 78       | 第5      |
| 2006/07 | A1GP汽車大獎賽       | Team Germany          | 20       | 9        | 3        | 5        | 14       | 126      | 冠軍     |
| 2007    | 三級方程式歐洲系列賽 | Team ASM Formule 3    | 20       | 4        | 2        | 3        | 8        | 72       | 季軍     |
| 2008    | 三級方程式歐洲系列賽 | ART Grand Prix        | 20       | 7        | 6        | 7        | 8        | 87       | 冠軍     |
| 2008-09 | GP2亞洲系列賽        | ART Grand Prix        | 4        | 1        | 2        | 0        | 2        | 27       | 第6      |
| 2009    | GP2系列賽            | ART Grand Prix        | 20       | 5        | 3        | 5        | 10       | 100      | 冠軍     |
| 2009    | 一級方程式賽車       | AT&T威廉斯車隊        | 測試車手 | 測試車手 | 測試車手 | 測試車手 | 測試車手 | 測試車手 | 測試車手 |
| 2010    | 一級方程式賽車       | AT&T威廉斯車隊        | 19       | 0        | 1        | 0        | 0        | 22       | 第14     |
| 2011    | 一級方程式賽車       | 印度威力F1車隊        | 測試車手 | 測試車手 | 測試車手 | 測試車手 | 測試車手 | 測試車手 | 測試車手 |
| 2012    | 一級方程式賽車       | 撒哈拉印度威力F1車隊  | 20       | 0        | 0        | 1        | 0        | 63       | 第11     |
| 2013    | 一級方程式賽車       | 薩伯F1車隊            | 19       | 0        | 0        | 0        | 0        | 51       | 第10     |
| 2014    | 一級方程式賽車       | 撒哈拉印度威力F1車隊  | 19       | 0        | 0        | 0        | 0        | 96       | 第9      |
| 2015    | 一級方程式賽車       | 撒哈拉印度威力F1車隊  | 19       | 0        | 0        | 0        | 0        | 58       | 第10     |
| 2015    | 世界耐力錦標賽       | 保時捷車隊            | 2        | 1        | 0        | 0        | 1        | 58       | 第8      |
| 2015    | 利曼24小時耐力賽     | 保時捷車隊            | 1        | 1        | 0        | 0        | 1        | N/A      | 冠軍     |
| 2016    | 一級方程式賽車       | 撒哈拉印度威力F1車隊  | 21       | 0        | 0        | 1        | 0        | 72       | 第9      |
| 2017    | 一級方程式賽車       | 雷諾運動F1車隊        | 20       | 0        | 0        | 0        | 0        | 43       | 第10     |
| 2018    | 一級方程式賽車       | 雷諾運動F1車隊        | 21       | 0        | 0        | 0        | 0        | 69       | 第7      |
| 2019    | 一級方程式賽車       | 雷諾F1車隊            | 21       | 0        | 0        | 0        | 0        | 37       | 第14     |
| 2020    | 一級方程式賽車       | 赛点车队              | 3        | 0        | 0        | 0        | 0        | 10       | 第15     |
| 2021    | 一级方程式赛车       | 阿斯顿·马丁车队       | 后备车手 | 后备车手 | 后备车手 | 后备车手 | 后备车手 | 后备车手 | 后备车手 |
| 2022    | 一级方程式赛车       | 阿斯顿·马丁车队       | 2        | 0        | 0        | 0        | 0        | 0        | 第22     |
| 2022    | 一级方程式赛车       | 阿斯顿·马丁车队       | 后备车手 |          |          |          |          |          |          |
| 2023    | 一级方程式赛车       | 哈斯车队              | 22       | 0        | 0        | 0        | 0        | 9        | 第16     |
| 2024    | 一级方程式赛车       | 哈斯车队              | 24       | 0        | 0        | 0        | 0        | 41       | 第11     |

*賽季進行中。

### 一级方程式赛车成绩
(图例)粗體為桿位出賽，斜體為最快圈速
| 赛季   | 車隊                             | 底盤             | 引擎                               | 1       | 2        | 3      | 4        | 5      | 6      | 7       | 8      | 9      | 10     | 11     | 12    | 13     | 14     | 15     | 16     | 17      | 18       | 19      | 20       | 21       | 22    | 23     | 24   | 名次  | 积分 |
| ------ | -------------------------------- | ---------------- | ---------------------------------- | ------- | -------- | ------ | -------- | ------ | ------ | ------- | ------ | ------ | ------ | ------ | ----- | ------ | ------ | ------ | ------ | ------- | -------- | ------- | -------- | -------- | ----- | ------ | ---- | ----- | ---- |
| 2010年 | AT&T威廉斯車隊                   | 威廉斯FW32       | 考斯沃斯CA2010 2.4 V8              | 巴林 14 | 澳 Ret   | 马 10  | 中 15    | 西 16  | 摩 Ret | 土 17   | 加 13  | 欧 Ret | 英 10  | 德 13  | 匈 6  | 比 14  | 7      | 新 10  | 日 Ret | 韩 10   | 巴西 8   | 阿布 16 |          |          |       |        |      | 第14  | 22   |
| 2011年 | 印度威力F1車隊                   | 印度威力VJM04    | 梅賽德斯FO 108Y 2.4 V8             | 澳 TD   | 马 TD    | 中 TD  | 土 TD    | 西 TD  | 摩     | 加 TD   | 欧 TD  | 英 TD  | 德 TD  | 匈 TD  | 比 TD | TD     | 新     | 日 TD  | 韩     | 印      | 阿布     | 巴西 TD |          |          |       |        |      | –     | –    |
| 2012年 | 撒哈拉印度威力 F1車隊            | 印度威力VJM05    | 梅賽德斯FO 108Y 2.4 V8             | 澳 Ret  | 马 9     | 中 15  | 巴林 12  | 西 10  | 摩 8   | 加 12   | 欧 5   | 英 12  | 德 9   | 匈 11  | 比 4  | 21†    | 新 14  | 日 7   | 韩 6   | 印 8    | 阿布 Ret | 美 8    | 巴西 5   |          |       |        |      | 第11  | 63   |
| 2013年 | 薩伯F1車隊                       | 薩伯C32          | 法拉利056 2.4 V8                   | 澳 DNS  | 马 8     | 中 10  | 巴林 12  | 西 15  | 摩 11  | 加 Ret  | 英 10  | 德 10  | 匈 11  | 比 13  | 5     | 新 9   | 韩 4   | 日 6   | 印 19† | 阿布 14 | 美 6     | 巴西 8  |          |          |       |        |      | 第10  | 51   |
| 2014年 | 撒哈拉印度威力 F1車隊            | 印度威力VJM07    | 梅賽德斯PU106A Hybrid 1.6 V6t      | 澳 6    | 马 5     | 巴林 5 | 中 6     | 西 10  | 摩 5   | 加 5    | 奥 9   | 英 8   | 德 7   | 匈 Ret | 比 10 | 12     | 新 9   | 日 8   | 俄 12  | 美 Ret  | 巴西 8   | 阿布 6  |          |          |       |        |      | 第9   | 96   |
| 2015年 | 撒哈拉印度威力 F1車隊            | 印度威力VJM08    | 梅賽德斯PU106B Hybrid 1.6 V6t      | 澳 7    | 马 14    | 中 Ret | 巴林 13  | 西 15  | 摩 11  | 加 8    | 奥 6   |        |        |        |       |        |        |        |        |         |          |         |          |          |       |        |      | 第10  | 58   |
| 2015年 | 撒哈拉印度威力 F1車隊            | 印度威力VJM08B   | 梅賽德斯PU106B Hybrid 1.6 V6t      |         |          |        |          |        |        |         |        | 英 7   | 匈 Ret | 比 DNS | 7     | 新 Ret | 日 6   | 俄 Ret | 美 Ret | 墨 7    | 巴西 6   | 阿布 7  |          |          |       |        |      | 第10  | 58   |
| 2016年 | 撒哈拉印度威力 F1車隊            | 印度威力VJM09    | 梅賽德斯PU106C Hybrid 1.6 V6t      | 澳 7    | 巴林 15  | 中 15  | 俄 Ret   | 西 Ret | 摩 6   | 加 8    | 歐 9   | 奥 19† | 英 7   | 匈 10  | 德 7  | 比 4   | 10     | 新 Ret | 马 8   | 日 8    | 美 Ret   | 墨 7    | 巴西 7   | 阿布 7   |       |        |      | 第9   | 72   |
| 2017年 | 雷诺F1车队                       | 雷诺R.S.17       | 雷诺R.E.17 V6t                     | 澳 11   | 中 12    | 巴林 9 | 俄 8     | 西 6   | 摩 Ret | 加 8    | Ret    | 奥 13  | 英 6   | 匈 17† | 比 6  | 13     | 新 Ret | 马 16  | 日 Ret | 美 Ret  | 墨 Ret   | 巴西 10 | 阿布 6   |          |       |        |      | 第10  | 43   |
| 2018年 | 雷诺F1车队                       | 雷诺R.S.18       | 雷诺R.E.18 V6t                     | 澳 7    | 巴林 6   | 中 6   | Ret      | 西 Ret | 摩 8   | 加 7    | 法 9   | 奧 Ret | 英 6   | 德 5   | 匈 12 | 比 Ret | 13     | 新 10  | 俄 12  | 日 Ret  | 美 6     | 墨 6    | 巴西 Ret | 阿布 Ret |       |        |      | 第7   | 69   |
| 2019年 | 雷诺F1车队                       | 雷諾R.S.19       | 雷諾E-Tech 19 1.6 V6t              | 澳 7    | 巴林 17† | 中 Ret | 14       | 西 13  | 摩 13  | 加 7    | 法 8   | 奥 13  | 英 10  | 德 Ret | 匈 12 | 比 8   | 5      | 新 9   | 俄 10  | 日 DSQ  | 墨 10    | 美 9    | 巴西 15  | 阿布 12  |       |        |      | 第14  | 37   |
| 2020年 | BWT賽點車隊                      | 賽點RP20         | 梅赛德斯M11 EQ Performance 1.6 V6t | 奥      |          | 匈     | 英 DNS   | 周年 7 | 西     | 比      |        | 托     | 俄     | 艾費 8 | 葡    | 艾米   | 土     | 巴林   | 薩     | 阿布    |          |         |          |          |       |        |      | 第15  | 10   |
|        |                                  |                  |                                    |         |          |        |          |        |        |         |        |        |        |        |       |        |        |        |        |         |          |         |          |          |       |        |      |       |      |
| 2022年 | 阿斯顿·马丁沙特 阿美高知特F1车队 | 阿斯顿·马丁AMR22 | 梅賽德斯F1 M13 EQ Power+ V6t       | 巴林 17 | 沙 12    | 澳     | 艾米     | 迈     | 西     | 摩      |        | 加     | 英     | 奥     | 法    | 匈     | 比     | 荷     |        | 新      | 日       | 美      | 墨       | 圣保     | 阿布  |        |      | 第22  | 0    |
| 2023年 | 速匯金哈斯F1車隊                 | 哈斯VF-23        | 法拉利066/10 1.6 V6t               | 巴林 15 | 沙 12    | 澳 7   | 17       | 迈 15  | 摩 17  | 西 15   | 加 15  | 奥 Ret | 英 13  | 匈 14  | 比 18 | 荷 12  | 17     | 新 13  | 日 14  | 卡 16   | 美 11    | 墨 13   | 圣保 12  | 拉 19†   | 阿 15 |        |      | 第16  | 9    |
| 2024年 | 速匯金哈斯F1車隊                 | 哈斯VF-24        | 法拉利066/12 1.6 V6t               | 巴林 16 | 沙 10    | 澳 9   | 日 11    | 中 10  | 迈 11  | 艾米 11 | 摩 Ret | 加 11  | 西 11  | 奥 6   | 英 6  | 匈 13  | 比 18  | 荷 11  | 17     | 11      | 新 9     | 美 8    | 墨 9     | 圣保 DSQ | 拉 8  | 卡 Ret | 阿 8 | 第11  | 41   |
| 2025年 | 索伯车队                         | 索伯C45          | 法拉利066/12 1.6 V6 t              | 澳 7    | 中 15    | 日 16  | 巴林 DSQ | 沙 15  | 迈 14  | 艾米 12 | 摩     | 西     | 加     | 奥     | 英    | 比     | 匈     | 荷     |        |         | 新       | 美      | 墨       | 圣       | 拉    | 卡     | 阿布 | 第15* | 6*   |

*賽季進行中。
‡由於未能完成原定賽程的75%，車手只有一半分數。
†未完赛，但已完成赛事总里程的90%。

## 外部連結
- 官方网站
- 尼可拉斯·賀根堡的Facebook專頁
- 尼可拉斯·賀根堡的Instagram帳戶
- 尼可拉斯·賀根堡的X（前Twitter）